# Bradypontius papillatus
Bradypontius papillatus är en kräftdjursart som först beskrevs av Scott T. 1888.  Bradypontius papillatus ingår i släktet Bradypontius, och familjen Artotrogidae. Arten är reproducerande i Sverige.